# Analyse de film
La théorie du cinéma ou l'analyse de film (ou analyse filmique, ou, plus anciennement, la filmologie) est un ensemble très varié de méthodes de recherche sur la signification, l'esthétique, la structure, la technique voire l'intérêt sociologique ou historique d'un objet filmique. La méthode d'analyse varie suivant le film. L'exercice proprement dit figure au programme de nombreux examens (BTS audiovisuel, licence de cinéma) ou concours d'écoles de cinéma publiques (Fémis, ENSLL, ESAV, INSAS) ou privées, françaises ou étrangères. L'analyse de film constitue le principal enseignement théorique du cinéma à l'Université, parallèlement  à l'histoire du cinéma.

## Historique

### De la justification en tant qu'art (1908) aux avant-gardes impressionnistes des années 1920
La justification du cinéma en tant que 7e art (l'expression est de Ricciotto Canudo) mène à une première théorisation «impressionniste». Jean Epstein est un des premiers cinéastes-théoriciens d'envergure avec Germaine Dulac. Ces écrits sont très influencés par la vulgarisation de la théorie de la relativité d'Einstein. Contrairement à Bergson, Epstein ne commet pas de contre-sens. Cette période appelée la première vague (The Fist Wave) par Richard Abel voit aussi la publication de manifestes de la part d'Abel Gance ou de Marcel L'Herbier. Pionnier de l'approche psychologique: Hugo Münsterberg. Pionnier américain: Vachel Lindsay qui compare le cinéma aux hiéroglyphes égyptiens. À côté de la critique de cinéma, Louis Delluc, en passant «derrière la caméra», ou plutôt «derrière l'écran» puisqu'il réalise quelques films, initie la démarche française du critique-qui-devient-cinéaste (François Truffaut, Jean-Luc Godard) représenté en Italie par Pier Paolo Pasolini, poète, cinéaste et théoricien de cinéma (on lui doit la notion de cinème, ).

### Après 1945,  la filmologie
Au sortir de la seconde guerre mondiale, la thèse de Gilbert Cohen-Séat est classée secret défense. L'institut de filmologie est créé en 1950 et fermé en 1963. La revue associée (RIF, Revue de l'Institut de Filmologie) publie les premiers textes de Roland Barthes sur le sujet en 1960.

### Années 1950: théories ontologiques
En France, André Bazin tente de définir l'ontologie du cinéma. L'influence de la morale bazinienne au sein de la rédaction des Cahiers du cinéma trouve un écho, chez Truffaut, Godard et précisément chez Rivette dans son article à propos de Kapò, le film de Gillo Pontecorvo sorti en 1960. Au-delà de la seule formule, le « travelling, affaire de morale » persiste jusqu'au dernier texte de Serge Daney qui réactualise le questionnement en 1992 en l'appliquant au clip We Are the World dans lequel les fondus enchaînés, cherchant à unir des images de stars et d'enfants africains faméliques en une seule image, les riches effaçant ainsi les pauvres, sont pour lui « la forme améliorée » du travelling de Kapò et « le visage actuel de l'abjection. »

### Années 1960: le film comme texte
Les théories méthodologiques (définies par Casetti)  visent à importer au cinéma des théories externes existantes. La transposition est au prix d'une approximation : en appliquant la théorie littéraire au fait filmique, on réduit le film à un texte. En contre-coup des œuvres comme L'Année dernière à Marienbad s'inspirent du nouveau roman, une forme littéraire neuve.

#### Le film comme fantasme, rêve, hallucination
L'autre modèle existant est l'usage de la psychanalyse. L'analyse de film se fait alors en important un vocabulaire et un préjugé : le spectateur devient, au pire, le patient, au mieux le sujet d'une métapsychologie.

### Les années 1970, le tournant sémiologique
Christian Metz s'inspire de Ferdinand de Saussure, de Sigmund Freud (via Jacques Lacan) et de Karl Marx. C'est la figure centrale de la Sémiologie appliquée au cinéma.

### Les années 1980: Daney et Deleuze
Le critique Serge Daney produit une éthique du cinéma, presque une théorie ; il meurt en 1992. Gilles Deleuze avec l'Image-Temps et l'Image-Mouvement propose une approche bergsonienne.  

### Les années 1990, le tournant iconique
Après le suicide de Christian Metz, une nouvelle approche plus proche des arts plastiques fleurit. Roger Odin propose une approche sémio-pragmatique. Michel Chion, rappelle que Metz fut le premier à reconnaitre ses travaux. 

### Théories de champs
Initié avec De Caligari à Hitler de Siegfried Kracauer un courant sociologique analyse le cinéma en général et le film en particulier dans son contexte historique. C'est aussi l'apport de Marc Ferro. 

### Théories promotionnelles
Deux pseudo-théories visent à soutenir l'industrie en lui donnant un contenu rédactionnel : l'auteurisme (ou Politique des auteurs) et le discours sur le cinéma de genre.

## L'analyse de séquence
Contrairement à la critique de cinéma, l'analyse de séquences repose sur des données quantifiables : nombre et longueurs des plans, identification des figures formelles évidentes (champ/contre-champs), estimation de l'échelle des plans (gros plan, plan américain), etc. Ces données sont d'ailleurs analysée lors de la compression numérique. D'autres données (contraste, couleur) sont appelés les paramètres du plan. Paramètres très étudiés : le cadre au cinéma, les mouvements de caméra. Le montage : ellipse, plan-sur-plan, montage alterné. L'analyse sonore : sons « in », « off », ou hors champs, « valeur ajouté », glossaire de Michel Chion.

## Au-delà de l'analyse
Au-delà de l'objectivation du fait filmique, Metz s'est attaché à décrire l'institution-cinéma.

### Proto-sémiologie
- Revue de l'institut de filmologie
- Marcel Martin, Le langage cinématographique, 1re édition 1955, 2de : 1962, 3e: 1977, 4e 1985

### Sémiologie
- Christian Metz

### Post-sémiologie
- Jacques Aumont et Michel Marie, L'Analyse des films, Nathan Cinéma, 1999
- Jacques Aumont, Alain Bergala, Michel Marie, Vernet, Esthétique du film, Nathan Cinéma, 1983. (3e édition, Armand Colin, 2005)
- Jacques Aumont,  Les théories des cinéastes, Armand Colin Cinéma, 2002.
- Nicole Brenez, De la Figure en général et du Corps en particulier. L’invention figurative au cinéma, De Boeck Université, 1998
- Michel Chion, L’audio-vision. Son et image au cinéma, Nathan, 2005
- Michel Chion, La Voix au cinéma, éditions des Cahiers du cinéma, 1984
- René Gardies (dir), Comprendre le cinéma et les images, Armand Colin, 2007
- Laurent Jullier et Michel Marie, Lire les images de cinéma, Larousse, 2007
- Vincent Pinel, Le Montage. L’espace et le temps du film, 2001
- Laurent Jullier, L’analyse de séquences, Nathan, coll. « Nathan cinéma », 2002.
- Emmanuel Siety, Le Plan. Au commencement du cinéma, 2001
- Francis Vanoye et Anne Golit-Lété, Précis d’analyse filmique, Nathan, coll. « 128 », 1992

### Sociologie
- Emmanuel Ethis, Sociologie du cinéma et de ses publics, Armand Colin, 2009
- Emmanuel Ethis et Damien Malinas, Les Films de campus, l'Université au cinéma : une analyse sociologique d'un genre invisible, Armand Colin, 2012